# Mystery in Mexico
Mystery in Mexico is een Amerikaanse misdaadfilm uit 1948 onder regie van Robert Wise.

## Verhaal
Steve Hastings is inspecteur voor een verzekeringsmaatschappij. Hij reist af naar Mexico om de verdwenen broer van nachtclubzangeres Victoria Ames op te sporen. Hij raakt al spoedig verstrikt in een ingewikkeld complot. Het spoor leidt in de richting van een bende juwelendieven.

## Rolverdeling
| Acteur             | Personage             |
| ------------------ | --------------------- |
| William Lundigan   | Steve Hastings        |
| Jacqueline White   | Victoria Ames         |
| Ricardo Cortez     | John Norcross         |
| Tony Barrett       | Carlos                |
| Jacqueline Dalya   | Dolores Fernandez     |
| Walter Reed        | Glenn Ames            |
| José Torvay        | Swigart               |
| Jaime Jiménez Pons | Pancho                |
| Antonio R. Frausto | Mijnheer Gómez        |
| Dolores Camarillo  | Mevrouw Gómez         |
| Eduardo Casado     | Commissaris Rodriguez |
| Thalia Draper      | Florecita             |